# Adele von Finck
Adele von Finck (1879-1943) foi uma artista alemã.

## Biografia
Von Finck nasceu a 6 de fevereiro de 1879 em Buenos Aires, na Argentina. Frequentou a Akademie der Bildenden Künste München (Academia de Belas Artes de Munique) e a Academia Real de Belas-Artes de Bruxelas. Os seus professores incluíram Gustave-Claude-Etienne Courtois, Franz von Lenbach e Jean-François Portaels. Ela expôs o seu trabalho em Praga e em Berlim.
Ela faleceu a 22 de novembro de 1943 em Berlim, na Alemanha.

## Galeria

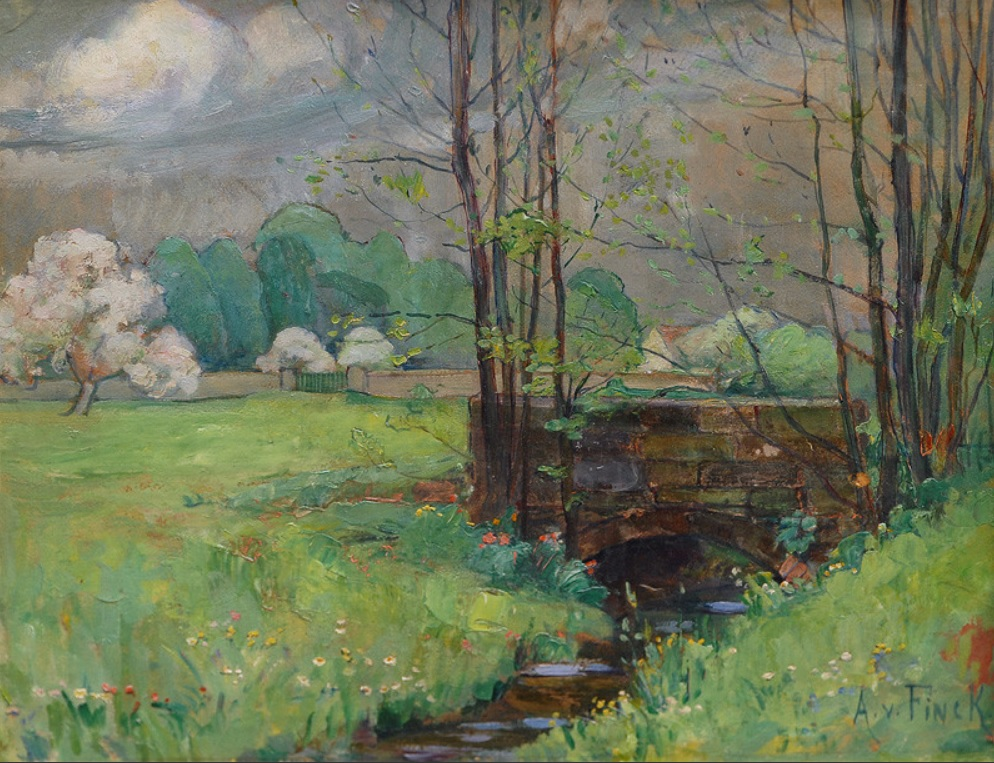
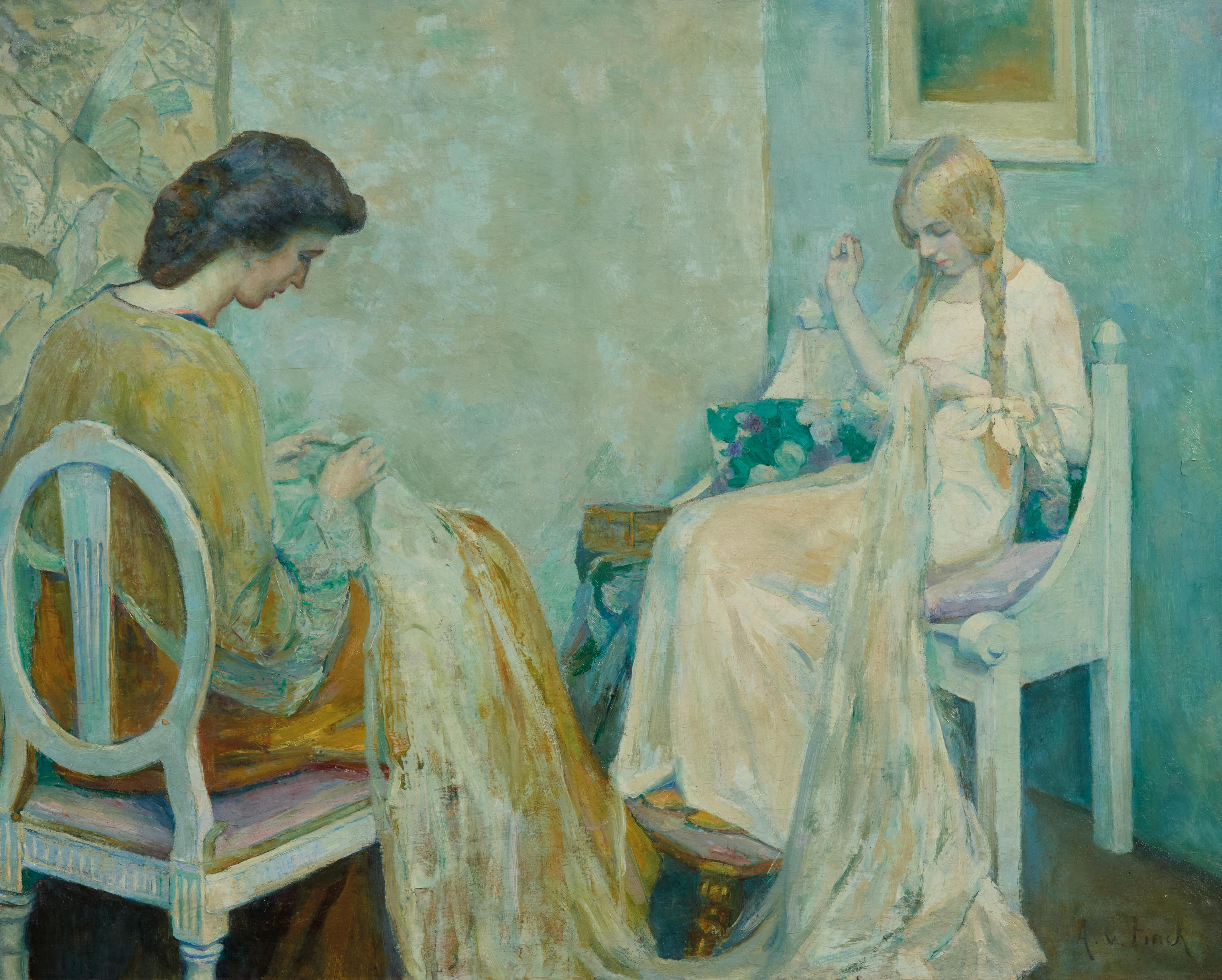
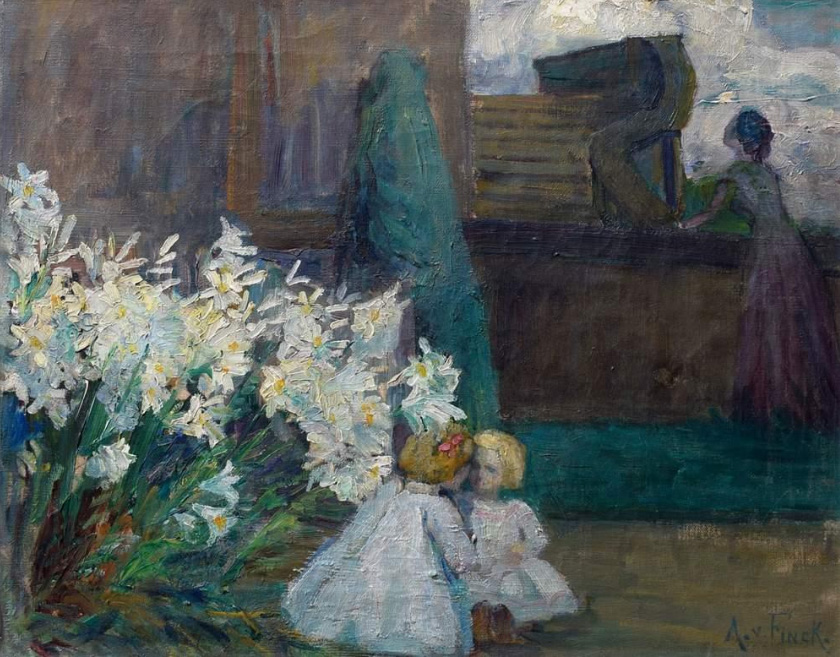